# Давидофф, Зино
Зи́но Давидо́фф (фр. Zino Davidoff, при рождении Зино́вий (Зуселе-Меер) Гилелевич Давы́дов, 11 марта 1906, Новгород-Северский, Черниговская губерния — 14 января 1994, Женева) — швейцарский предприниматель, создатель бренда Davidoff, который известен производством сигар, позже — сигарет, парфюмерии, кофе, аксессуаров. Давидофф имел прозвище «Король сигар».

## Биография
Родился в городе Новгород-Северский, Черниговская губерния, Российская Империя в еврейской семье Генриха (Гилеля) Давыдова (в эмиграции — Анри Давидофф), который, по различным источникам, был либо производителем, либо торговцем табачными изделиями, и стоматолога Рахели Орловой. С детства научился различать разные сорта табака по запаху. Почти сразу же семья переехала в Киев, а в 1911 году, после еврейских погромов, семья через Стамбул эмигрировала в Швейцарию, где открыла собственный табачный магазин в 1916 году. Магазин стал местом встречи русских эмигрантов во время Первой мировой войны и, согласно корпоративной истории Davidoff, одним из первых покупателей нового магазина семьи в Женеве был Владимир Ленин, который провел семь лет в Швейцарии, прежде чем вернуться в Россию в 1917 году.
В 1924 году Давидофф уехал из Швейцарии в Южную Америку, посетил Аргентину, Бразилию, Кубу. На Кубе 2 года проработал на табачной плантации, изучил производство кубинских сигар.
Вернулся в Швейцарию в 1934 году и открыл в магазине отца отдел сигар, однако он почти не приносил прибыли. Впоследствии устроился управляющим в другой табачный магазин. Через 2 года успешной торговли Давидофф выкупил его (благодаря приданому супруги, Марты Меер) и открыл при нём специальное хранилище табака — хьюмидор, где поддерживалась определённая температура и влажность. Он утверждал, что сделал это впервые в мире, хотя Альфред Данхилл уже экспериментировал с увлажнением в Великобритании. Давидофф воспользовался тем, что Швейцария в годы Второй мировой войны была нейтральным государством, благодаря чему через неё осуществлялась табачная торговля с обеими воюющими сторонами.
В послевоенные годы Давидофф начал использовать названия французских вин, таких как «Шато Латур» и «Шато Марго», на своих сигарах — этот маркетинговый прием оказался успешным. Бизнес Давидоффа пережил приход к власти Фиделя Кастро и последующее крушение гаванской сигарной торговли, сохраняя нейтралитет.

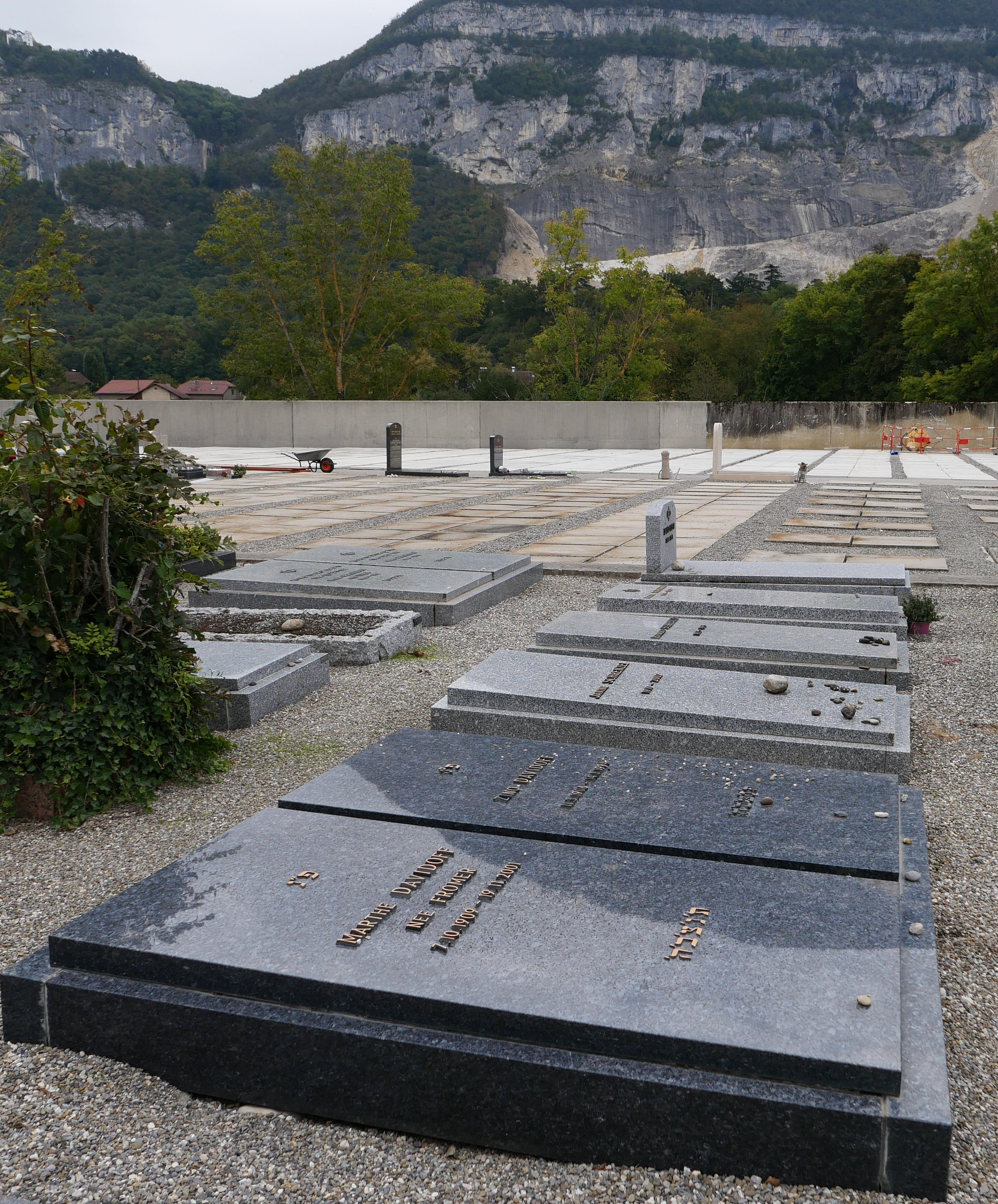
Могила Давидова и его жены в 2024 году.

В 1970 году Давидофф продал контроль над своей компанией швейцарской фирме Oettinger and Co, которая смогла придать его репутации международное влияние и начала франчайзинг магазинов Davidoff по всему миру. До самой смерти Зино Давидофф был послом компании по особым поручениям.
Давидофф удерживал своих кубинских поставщиков более 40 лет, создав за это время международную бизнес-империю. В 1990 году произошёл переворот, когда Cubatabaco, государственная монополия, попыталась приобрести контроль над торговой маркой Davidoff в рамках стремления выйти на рынок розничной торговли сигарами. Получив отказ, кубинцы пригрозили сократить поставки, в то же время обвинив Davidoff в высоких ценах. В ответ Давидофф заявил, что качество кубинского табака ухудшилось, и утверждал, что поставщик самостоятельно продает «пиратские» Davidoff на экспортные рынки. В 1990 году Давидофф отказался от своих кубинских поставщиков, жалуясь на качество их сигар, и переключился на поставщиков из Доминиканской Республики.
Давидофф регулярно выступал в СМИ против медиков, утверждая, что хорошие сигары в умеренных количествах не вредны.
Скончался 14 января 1994 года в Женеве в возрасте 87 лет. Он был похоронен на еврейском кладбище Вейрье-Этрембьер. . Поскольку кантон Женева запретил создание конфессиональных кладбищ еще в 1876 году, могилы расположены сразу за границей с территорией Франции, а вход и траурный зал находятся на территории Швейцарии.
У него и его жены Марты (1909-2001) было двое детей.